# Sân bay quốc tế Esenboğa

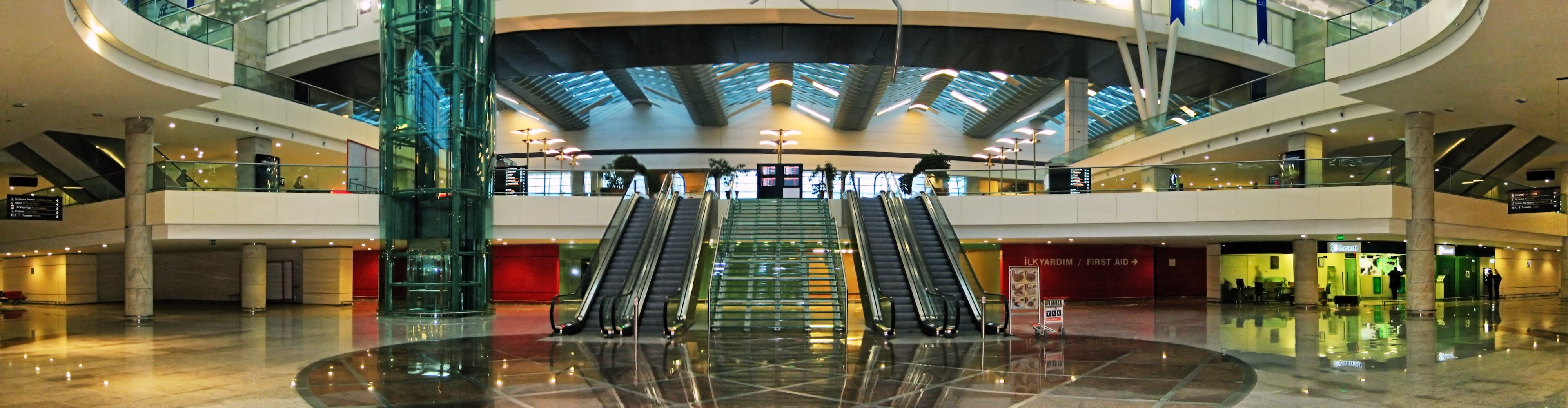
Sân bay quốc tế Ankara mới

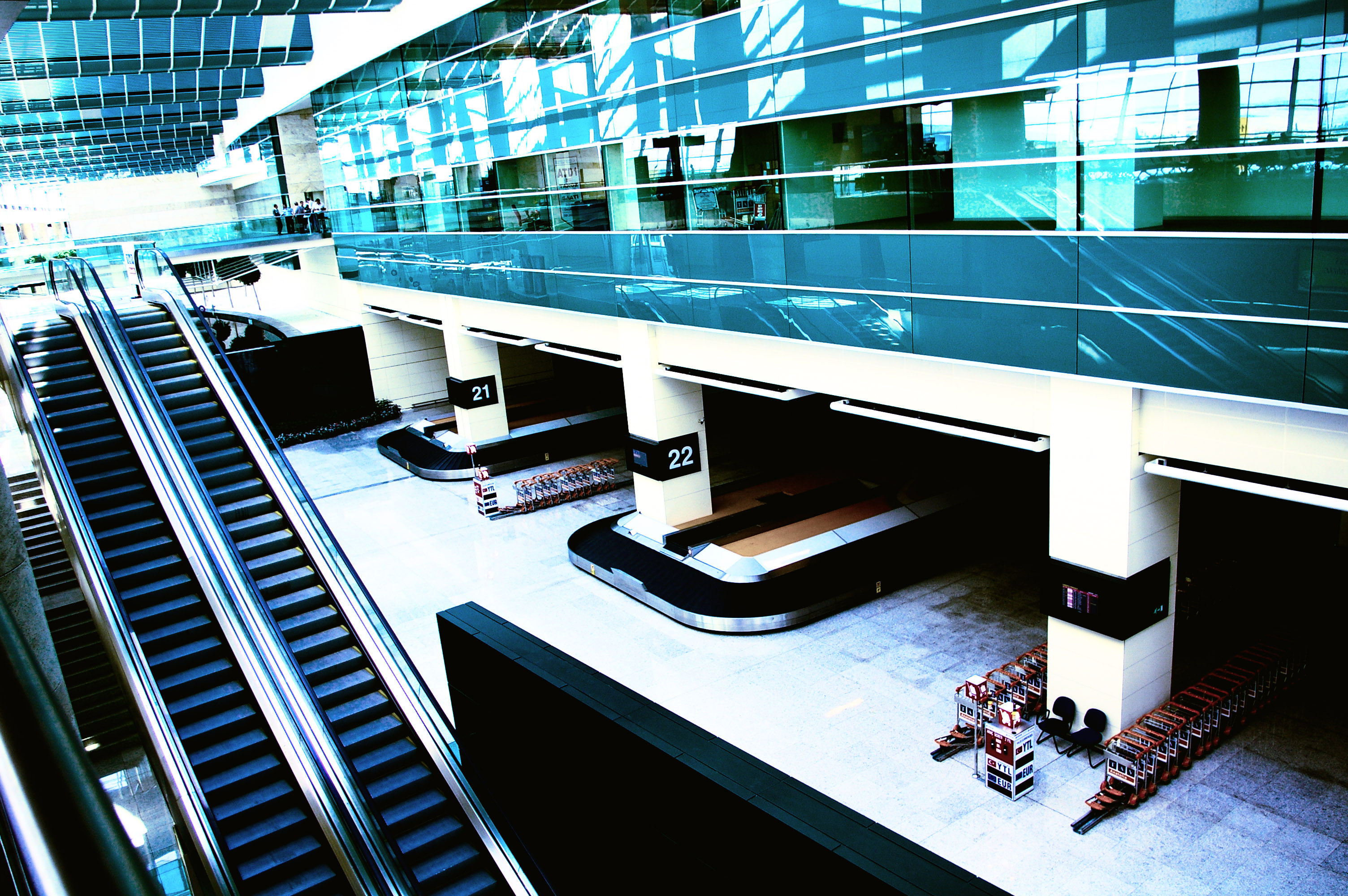
Sân bay quốc tế Ankara mới

Sân bay quốc Esenboğa (IATA: ESB, ICAO: LTAC) (tiếng Thổ Nhĩ Kỳ: Ankara Esenboğa Havalimanı hay Esenboğa Uluslararası Havalimanı), là một sân bay ở Ankara, thủ đô Thổ Nhĩ Kỳ. Sân bay này đã hoạt động từ năm 1955. Tên sân bay này lấy theo tên làng Esenboğa.

## Vị trí
Sân bay này nằm ở đông bắc Ankara, cách trung tâm thành phố 28 km. Giao thông từ sân bay với thành phố bằng taxi và xe buýt (taxi tốn 45 TRY, xe buýt tốn 11 TRY).

## Nhà ga hành khách
Nhà ga quốc tế và nội địa chung được khai trương tháng 10 năm 2006 sau 2 năm xây dựng.
- Diện tích 168.000 m²,
- Năng lực 10.000.000 lượt khách/năm,
- 18 ống lồng dẫn khách ra vào máy bay,
- 105 quầy thủ tục,
- 34 quầy thủ tục hộ chiếu,
- Khu đỗ xe rộng 123.000 m² có thể chứa 4000 xe

## Địa điểm hạ cánh thay thế cho tàu con thoi
Sân bay Esenboğa là một trong những địa điểm hạ cánh khẩn cấp của tàu con thoi không gian của NASA.

## Các hãng hàng không và các tuyến điểm đến
- Royal Jordanian Airlines (Amman)(2008)
- Ariana Afghan Airlines (Kabul)
- Atlasjet (Ercan, Istanbul-Atatürk, Siirt, Van)
- Austrian Airlines (Vienna)
- Azerbaijan Airlines (Baku)
- Bestair (Düsseldorf)
- Blue Wings (Düsseldorf)
- bmi (London-Heathrow)
- Condor Airlines (Stuttgart)
- Corendon Airlines (Brussels)
- Cyprus Turkish Airlines (Ercan, Frankfurt)
- Germanwings (Köln/Bonn, Stuttgart)
- Iran Air (Tehran-Imam Khomeini)
- Lufthansa (Munich)
- Motor-Sich (Kiev-Boryspil, Simferopol)
- Onur Air (Amsterdam, Antalya, Diyarbakır, İzmir, Tehran-Imam Khomeini)
- Pegasus Airlines (Diyarbakır, Dusseldorf, Ercan, Erzurum, Istanbul-Sabiha Gökçen, Trabzon, Van, Vienna)
  - Pegasus Airlines operated by Izair (Antalya, Balikesir, Bodrum, Izmir)
- Tarhan Tower Airlines (Istanbul-Atatürk)
- Turkmenistan Airlines (Ashgabat)
- Turkish Airlines (Amsterdam, Basel, Berlin-Schönefeld, Brussels, Cologne/Bonn, Copenhagen, Düsseldorf, Frankfurt, Hanover, Istanbul-Atatürk, Istanbul-Sabiha Gökçen, London-Heathrow, Munich, Moscow-Vnukovo, Nuremberg, Stockholm, Stuttgart, Tehran-Imam Khomeini, Vienna)
  - Turkish Airlines operated by Anadolujet (Adana, Adıyaman, Ağrı, Antalya, Batman, Bodrum, Dalaman, Diyarbakır, Elazığ, Erzincan, Erzurum, Gaziantep, Hatay, Izmir, Kahramanmaraş, Kars, Malatya, Mardin, Muş, Samsun, Şanlıurfa, Trabzon, Van)